# Canton de Catus
Le canton de Catus est une ancienne division administrative française située dans le département du Lot et la région Midi-Pyrénées.

## Géographie
Ce canton était organisé autour de Catus dans l'arrondissement de Cahors. Son altitude variait de 100 m (Crayssac) à 410 m (Francoulès) pour une altitude moyenne de 223 m.

## Composition
Le canton de Catus groupait dix-sept communes et comptait 4 793 habitants (recensement de 1999 sans doubles comptes).
| Nom                    | Code Insee | Intercommunalité | Superficie (km2) | Population (dernière pop. légale) | Densité (hab./km2) |
| ---------------------- | ---------- | ---------------- | ---------------- | --------------------------------- | ------------------ |
| Boissières             | 46032      | CA Grand Cahors  | 13,03            | 383 (2014)                        | 29                 |
| Calamane               | 46046      | CA Grand Cahors  | 7,60             | 463 (2014)                        | 61                 |
| Catus                  | 46064      | CA Grand Cahors  | 21,32            | 890 (2014)                        | 42                 |
| Crayssac               | 46080      | CA Grand Cahors  | 14,95            | 768 (2014)                        | 51                 |
| Francoulès             | 46112      | CA Grand Cahors  | 13,61            | 225 (2014)                        | 17                 |
| Gigouzac               | 46119      | CA Grand Cahors  | 9,91             | 250 (2014)                        | 25                 |
| Les Junies             | 46134      | CA Grand Cahors  | 13,06            | 256 (2014)                        | 20                 |
| Labastide-du-Vert      | 46136      | CA Grand Cahors  | 10,44            | 244 (2014)                        | 23                 |
| Lherm                  | 46171      | CA Grand Cahors  | 13,47            | 234 (2014)                        | 17                 |
| Maxou                  | 46188      | CA Grand Cahors  | 12,59            | 301 (2014)                        | 24                 |
| Mechmont               | 46190      | CA Grand Cahors  | 6,71             | 121 (2014)                        | 18                 |
| Montgesty              | 46205      | CA Grand Cahors  | 11,88            | 327 (2014)                        | 28                 |
| Nuzéjouls              | 46211      | CA Grand Cahors  | 4,74             | 377 (2014)                        | 80                 |
| Pontcirq               | 46223      | CA Grand Cahors  | 8,94             | 151 (2014)                        | 17                 |
| Saint-Denis-Catus      | 46264      | CA Grand Cahors  | 10,78            | 174 (2014)                        | 16                 |
| Saint-Médard           | 46280      | CA Grand Cahors  | 11,78            | 162 (2014)                        | 14                 |
| Saint-Pierre-Lafeuille | 46340      | CA Grand Cahors  | 8,52             | 379 (2014)                        | 44                 |

## Administration

### Conseillers généraux de 1833 à 2015
| Période      | Période          | Identité                                          | Étiquette           | Qualité |
| ------------ | ---------------- | ------------------------------------------------- | ------------------- | --- |
| 1833         | 1852             | Charles Izarn                                     |                     | Juge à Cahors |
| 1852         | 1892 (décès)     | Camille Brugalières (1824-1892)                   |                     | Notaire, Maire de Saint-Denis-Catus |
| 1892         | 1897 (démission) | Louis Brugalières (1855-1947)-(fils du précédent) |                     | Propriétaire à Catus Maire de Saint-Denis-Catus |
| 1897         | 1922 (décès)     | Émile Rey                                         | Rad.                | Maire de Saint-Denis-Catus Député (1889-1906) - Sénateur (1906-1920)                                                                                   |
| février 1923 | 1925             | Raymond Calmels                                   | Républicain Libéral | Propriétaire, Maire de Saint-Denis-Catus |
| 1925         | 1937             | Louis Solmiac                                     | Rad.                | Notaire Maire des Junies (1907-1941 et 1944-1945), ancien conseiller d'arrondissement                                                                  |
| 1937         | 1940             | Jean Soulié                                       | Rad.                | Vétérinaire Maire de Catus (1935-1944), conseiller d'arrondissement Nommé conseiller départemental en 1943                                             |
|              |                  |                                                   |                     | |
| 1945         | 1956 (décès)     | Gaston Astorg                                     | SFIO                | Instituteur en retraite à Mechmont |
| 1956         | 1967 (démission) | Robert Dumas (1894-1970)                          | DVG                 | Préfet honoraire - Administrateur de société Maire de Calamane                                                                                         |
| 1967         | 1982             | Henri Mercadier                                   | Rad. puis MRG       | Avocat Maire de Parnac - Conseiller régional, Député suppléant de Maurice Faure (1968-1982)                                                            |
| 1982         | 1992 (démission) | Gérard Miquel                                     | PS                  | Agriculteur - Maire de Nuzéjouls Sénateur (1992-2017)                                                                                                  |
| 1992         | 2008             | Jean-Pierre Labro                                 | PS                  | Cadre bancaire - Maire de Labastide-du-Vert (2001-2014)                                                                                                |
| 2008         | 2015             | Serge Rigal                                       | PS                  | Technicien de la Chambre d'agriculture du Lot Maire de Saint-Médard Vice-président du Conseil général Elu en 2015 dans le canton de Causse et Bouriane |

| 1962  | 1968  | 1975  | 1982  | 1990  | 1999  | 2006  | 2011  | 2012  |
| ----- | ----- | ----- | ----- | ----- | ----- | ----- | ----- | ----- |
| 3 875 | 3 676 | 3 642 | 4 120 | 4 316 | 4 793 | 5 244 | 5 654 | 5 684 |

### Conseillers d'arrondissement (de 1833 à 1940)
| Période                                  | Période          | Identité                       | Étiquette                | Qualité |
| ---------------------------------------- | ---------------- | ------------------------------ | ------------------------ | --- |
| 1833                                     | 1845             | M. Baldy-Durand                |                          | Propriétaire à Catus                                                                                        |
| 1845                                     | 1848             | Jean Baptiste Rélhie           |                          | Propriétaire, ancien maire de Lherm                                                                         |
|                                          |                  |                                |                          | |
| 1895                                     |                  | Louis Cambornac                | Républicain puis Radical | Maire de Catus (1878-1882 et 1888-1892)                                                                     |
|                                          |                  |                                |                          | |
| 1919                                     | 1922             | Louis Solmiac                  | Républicain puis Radical | Notaire, maire des Junies                                                                                   |
| 1922                                     | 1927 (démission) | Emmanuel Pergot                | Républicain              | Notaire à Catus                                                                                             |
| 1927                                     | 1937             | Jean Soulié                    | Rad.                     | Vétérinaire Maire de Catus (1935-1944)                                                                      |
| 1937                                     | 1940             | Stanislas Destreil (1881-1959) | Radical                  | Instituteur à Saint-Denis-Catus                                                                             |
| 1940                                     |                  |                                |                          | Les conseils d'arrondissement ont été suspendus par la loi du 12 octobre 1940 et n'ont jamais été réactivés |
| Les données manquantes sont à compléter. |                  |                                |                          | |